# Сарганощука
Сарганощука, или белонезокс (лат. Belonesox belizanus) — вид лучепёрых рыб монотипического рода Belonesox семейства пецилиевых. Распространена от Южной Мексики до Гватемалы, откуда впервые была привезена в 1909 году.

## Описание
По внешнему виду напоминает щуку. В природе вырастает до 20 см, в аквариуме до 15 см. Хорошо виден пример внешнего сходства (конвергенции) с щукой: маленький, отнесённый назад спинной плавник, длинная торпедообразная форма тела, сильно удлинённая морда, вооружённый многочисленными длинными и острыми зубами рот и покровительственная окраска. Основная окраска коричневатая до зеленоватой с бронзовым отливом, на боку ряды тёмных пятнышек, которые могут и отсутствовать. У молоди на боку черно-коричневая продольная полоса. Сарганощука не только внешне похожа на щуку, но и напоминает её образом жизни, за исключением того, что рождает живых мальков, а не мечет икру. Не очень подвижная рыбка.

## Содержание в аквариуме
Аквариум желателен просторный, длиной 70—100 см и более, густо засаженный растениями. Воду рекомендуется подсаливать (в зависимости от самочувствия рыб от 1 чайной ложки до 2 столовых ложек поваренной соли на каждые 10 л воды). Температура воды: +20…+30 °C. В отношении состава воды они неприхотливы. Содержать лучше стаями, несколько самцов на 2—3 самки.

### Кормление
Только мальки первое время питаются дафниями и энхитреусом, но взрослые ими насытиться не могут. Взрослые рыбы разборчивы и берут только крупный корм. Кроме рыб они едят личинок водных насекомых, дождевых червей, головастиков, а иногда даже кусочки сырого мяса. Самки часто ловят и съедают ослабленных самцов.

### Разведение
Половая зрелость наступает в 6 месяцев. Беременность длится 30—50 суток, в среднем интервалы между метками составляют 42 суток. Самка мечет до 100 мальков, у крупных самок отмечалось более 200, а в отдельных случаях даже более 300. Нерестовый аквариум длиной от 80 см на пару рыб с большим количеством растений, в том числе плавающих. Предвестником родов служит увеличение тёмного пятна на брюхе и припухание анального отверстия. Самца следует удалить. Мальки рождаются достаточно крупными, 2—3,5 см. Стартовый корм: мелкая дафния, циклопы.

### Совместимость
Хищники, неуживчивы друг с другом, содержать можно только с крупными рыбами.